# Liu Qingmei
Pour les articles homonymes, voir Liu.
Liu Qingmei née le 6 avril 2000, est une joueuse chinoise de hockey sur gazon.

## Carrière
Elle a fait ses débuts en janvier 2022 à Mascate pour concourir à la Coupe d'Asie 2022.